# Timells skärgårdskök
Timells skärgårdskök är ett svenskt TV-program från 2014 som sändes i TV4. Där bjuder bröderna Martin och Anders Timell in några av Sveriges bästa kockar till Martin Timells lantställe på Mjölkö i Stockholms skärgård för att laga trerättersmåltider tillsammans i ett utekök.

## Medverkande kockar
1. Stefano Catenacci
2. Tommy Myllymäki
3. Malin Söderström
4. Christian Hellberg
5. Håkan Thörnström
6. Karin Fransson
7. Melker Andersson
8. Erik Lallerstedt
9. Johan Jureskog
10. Anders Dahlbom